# 腾辉塔
腾辉塔，位于中国广东省汕头市龙湖区鸥汀街道鸥上居委，为汕头市的一个省级级文物保护单位，类型为古建筑，公布时间为2012年10月20日。
腾辉塔的历史年代为清代。